# Emeka Erege
Emeka Obinna Erege (* 8. November 1978 in Lagos, Nigeria) ist ein ehemaliger deutscher Basketballspieler. Der Sohn eines nigerianischen Vaters und einer deutschen Mutter besitzt zudem die nigerianische Staatsbürgerschaft. Als Jugendauswahlspieler und A2-Nationalspieler bestritt er Länderspiele für Deutschland. Nach dem Studium in den Vereinigten Staaten und einem Engagement in Frankreich spielte Erege sechs Jahre für Ratiopharm Ulm, mit denen er in die höchste Spielklasse Basketball-Bundesliga aufstieg. Mit dem BBC Bayreuth erreichte er 2010 erneut den Aufstieg in die höchste Spielklasse sowie den Titel im Pokalwettbewerb des DBB. Anschließend konzentrierte sich Erege auf den Abschluss seines Master-Studiums, bevor er 2013 noch kurz für den TV Langen in der dritten deutschen Spielklasse ProB spielte.

## Karriere
Erege ging vom Gymnasium Schloss Hagerhof an die „Prep School“ Long Island Lutheran High School in Brookville innerhalb von Oyster Bay (US-Bundesstaat New York), wo auch schon spätere professionelle Basketballspieler wie Bill Wennington zur Schule gegangen waren oder wie Drew Nicholas anschließend gingen. Zwei Jahre später folgte ihm sein Bruder Obi Erege, der später für den TuS Lichterfelde in der 2. Basketball-Bundesliga spielte. Emeka Erege studierte bereits zu dieser Zeit, nachdem er 1997 an das Davidson College im gleichnamigen Ort in North Carolina gewechselt war. Hier spielte er für die Hochschulmannschaft Wildcats in der Southern Conference der NCAA unter anderem zusammen mit dem irischen Nationalspieler Michael Bree, dem tschechischen Nationalspieler Martin Ides und dem späteren Bundesliga-Spieler Wayne Bernard. 1998 gewann man zum dritten Mal in Folge die Conference-Meisterschaft und konnte diesen Erfolg erst in Ereges Senior-Jahr 2002 erneut wiederholen, nachdem er ein Jahr 1999/2000 ausgesetzt hatte. Eine Qualifikation für die landesweite NCAA-Endrunde gelang demzufolge auch nur in diesen beiden Jahren und endete jeweils mit Erstrundenniederlagen.
2002 unterschrieb Erege seinen ersten Profivertrag in der höchsten französischen Spielklasse LNB Pro A bei Jeunesse laïque aus Bourg-en-Bresse. Der Tabellenvorletzte landete am Ende der Spielzeit 2002/03 erneut wegen des schlechteren direkten Vergleichs auf dem vorletzten Tabellenplatz und sicherte sich erst in einer Relegationsrunde mit dem Vizemeister der zweiten Spielklasse Pro B den Klassenerhalt. Zur folgenden Spielzeit 2003/04 kehrte Erege nach Deutschland zurück und unterschrieb einen Vertrag bei SSV Ratiopharm Ulm, für den bereits sein ehemaliger Davidson-Mannschaftskamerad Michael Bree spielte, mit dem er gemeinsam mannschaftsinterner MVP im Meisterschaftsjahr 2002 gewesen war. Die Ulmer, die zuvor den dritten Tabellenplatz in der Gruppe Süd belegt hatten, verpassten als Vizemeister der Gruppe Süd nur knappe eine Aufstiegsplatzierung. Nach einer weiteren Vizemeisterschaft 2005 gelang in der 2. Basketball-Bundesliga 2005/06 mit nur einer Saisonniederlage endlich die Meisterschaft der Gruppe Süd und der Aufstieg in die höchste Spielklasse Basketball-Bundesliga. Als Mannschaftskapitän verlängerte Erege, der zu den effektivsten Spielern der Ulmer mit über 13 Punkten, fünf Rebounds und beinahe drei Assists pro Spiel gehörte, seinen Vertrag auch für die höhere Spielklasse. In der Bundesliga-Spielzeit 2006/07 sanken jedoch seine Spielanteile und Effektivität und nach einer Verletzung in der Bundesliga-Saison 2007/08 absolvierte er nur die Hälfte der Spiele. Gleichwohl gelang ihm mit einem siegbringenden „Buzzer Beater“ von der Mittellinie ein besonders spektakulärer Korberfolg. In der Folge verlängerte er zwar seinen Vertrag, aber trat sportlich kürzer und nahm sein Studium wieder auf.
Nach der Bundesliga-Spielzeit 2008/09, in der Ulm erstmals nach dem Wiederaufstieg die Play-offs um die Meisterschaft erreichte, beendete er seinen Vertrag und wechselte in die neue zweite Liga ProA, die die bisherige 2. Bundesliga abgelöst hatte, zum BBC Bayreuth, der als Dritter der Vorsaison nur wegen des schlechteren direkten Vergleichs den Aufstieg verpasst hatte. In der ProA-Saison 2009/10 gelang dann die Meisterschaft und der Aufstieg in die höchste Spielklasse; zudem gewann man den letztmals ausgespielten Pokalwettbewerb des DBB, der jedoch ohne Beteiligung der Erstligisten ausgespielt wurde. Anschließend beendete Erege jedoch vorerst seine Karriere als Basketballspieler und wurde nach erfolgreichem Abschluss seines Studiums Analyst einer Bank in Frankfurt am Main. Im Januar 2013 schloss er sich dem TV Langen in der drittklassigen ProB an, für den er drei Spiele bestritt. Von 2019 bis 2021 verstärkte Erege noch den TuS Makkabi Frankfurt in der 2. Regionalliga.